# 산만
산만(일본어: 三幡 さんまん[*], 분지 2년 (1186년) - 쇼지 원년 6월 30일 (1199년 7월 24일))은 가마쿠라 시대 초기의 여성이다. 미나모토노 요리토모와 호죠 마사코의 차녀 (다섯번째 아이이자 차녀, 마사코 사이에서는 3번째 아이이자 차녀)이다. 산만은 자이고, 통칭 오토히메(乙姫)로 불렸다. 오오히메ㆍ요리이에의 동생이고, 사네토모의 누나이다. 죠교와 이복 남매 (혹은 이복 자매)이다.

## 약력
요리토모는 장녀 오오히메를 고토바 천황의 비로 삼기 위해 입내공작을 추진하다가, 오오히메가 사망하자 이 산만을 다음 후보로 들이대기 시작했다. 산만은 뇨고의 칭호를 받고 정식 입내를 기다리기만 하면 되었고, 요리토모는 산만을 동반하여 상락하여 조정의 정치에 대한 의견을 구할 예정이었으나, 산만이 기다리지 못하고 겐큐 10년 1월 13일 (1199년 2월 9일)에 사망하였다.
요리토모 사후에도 산만의 입내공작은 계속되었지만, 같은 해 3월 5일 (4월 2일), 산만은 떠날 무렵부터 고열이 나 병이 되었다. 위급한 일이라 어머니 마사코는 여러 사찰에 기원송경을 시킨다. 12일 (9일), 산만은 날이 갈 수록 초췌해져 요양을 위해 명의로 소문난 교토의 침박사 탄바노 토키나가를 초대하려 하지만, 자꾸 고사하자, 원에 주상하도록 교토에 주재한 고케닌에게 심부름을 보냈다.

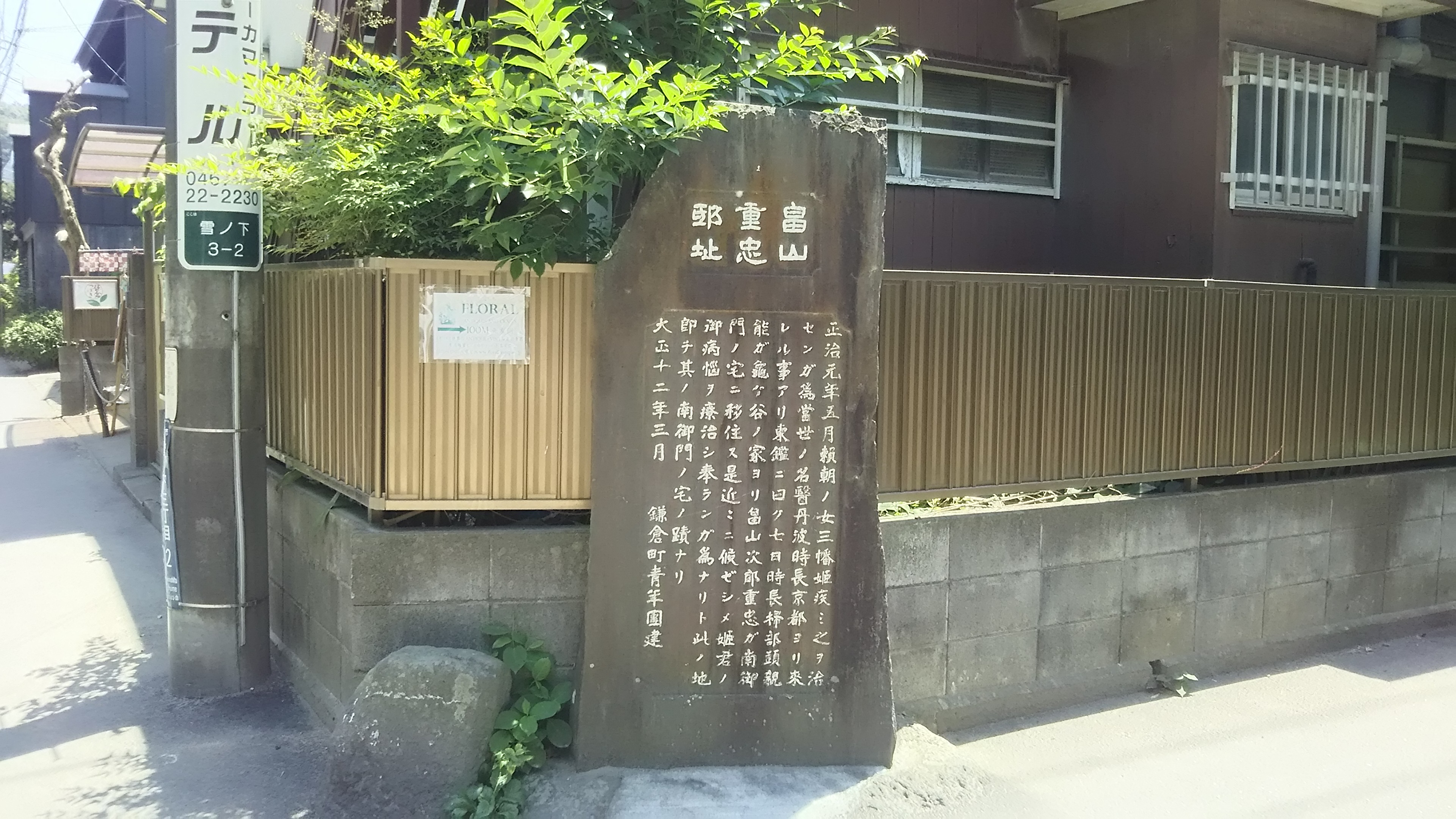
하타케야마 시게타다 저택 터. 유키노시타 3-2-19. 산만의 치료를 위해 탄바노 토키나가가 여기로 이동

5월 7일 (6월 2일), 쿄에서 의사 토키나가 도착하였다. 계속 고사하였으나, 원의 성지로 의해 관동에 내려왔다. 8일 (3일), 토키나가는 주사환을 산만에게 바쳐 사금 20량의 녹을 받았다. 13일 (8일), 집안 사람들이 일별로 토키나가를 향응할 것이 결정되었다. 29일 (24일), 산만은 조금이나마 식사를 해, 주위를 기쁘게 하였다.
6월 14일 (7월 8일), 산만은 축 늘어져, 12일 (6일)부터 눈 위가 붓는 이상한 모습이 되었다. 토키나가는 지금으로선 희망이 없고, 인력이 미칠 바가 아니라며 26일 (20일) 귀락한다.
30일 (24일), 산만이 향년 14살의 나이로 사망하였다. 25일 (19일)에 쿄에서 돌아온 유모부 나카하라노 치카요시는 출가해, 시신은 치카요시의 저택이 있는 카마쿠라 카메야도 옆에 묻혔다. 요리토모의 죽음이 있은지 5개월 반 후의 일이었다.

## 관련 작품
- 『풀이 불탄다』 (1979년, NHK대하드라마, 연기：타니가와 미유키 (아역：나카야마 케이코)